# Białowieski Park Narodowy
Białowieski Park Narodowy – polski park narodowy położony w północno-wschodniej części Polski, w województwie podlaskim, utworzony z Nadleśnictwa Rezerwat jako Park Narodowy w Białowieży obowiązującym od 11 sierpnia 1932 r. Rozporządzeniem Ministra Rolnictwa i Reform Rolnych, restytuowany w obecnej formie z mocy rozporządzenia Rady Ministrów z dnia 21 listopada 1947 roku. Jest to drugi po Pienińskim Parku Narodowym park narodowy w Polsce i jeden z pierwszych w Europie. Znany z ochrony najlepiej zachowanego fragmentu Puszczy Białowieskiej, ostatniego w Europie fragmentu lasu pierwotnego oraz liczącej kilkaset sztuk, największej na świecie wolnościowej populacji żubra.
Siedzibą dyrekcji parku jest Białowieża. Obecnie w skład parku wchodzą dwie jednostki administracyjne: Obręb Ochronny Rezerwat i Obręb Ochronny Ośrodka Hodowli Żubrów. Obręb Ochronny Rezerwat (pow. 10242,71 ha), z czego: 6059,27 ha podlega ochronie ścisłej, 4104,63 ha ochronie czynnej oraz 77,45 ha ochronie krajobrazowej. Obręb Ochronny Rezerwat podzielony jest na Obwody Ochronne: Gruszki, Zamosze, Masiewo, Cupryki, Sierganowo, Dziedzinka.
Obręb Ochronny Ośrodek Hodowli Żubrów (pow. 274,56 ha). Całość obszaru hodowli zamkniętej podlega ochronie krajobrazowej. W jego skład wchodzą:
- hodowla zamknięta (rezerwatowa), czyli dwa rezerwaty hodowlane i Rezerwat Pokazowy Żubrów[7] wraz z zapleczem.
- hodowla wolna. Pracownicy Obrębu Ochronnego Ośrodek Hodowli Żubrów zajmują się hodowlą restytucyjną żubrów bytujących na obszarze całej polskiej części Puszczy Białowieskiej (około 130 tys. ha).

Obszar Ochrony Ścisłej Białowieskiego Parku Narodowego w 1979 r. z racji dużego znaczenia dla kultury i dziedzictwa ludzkości, wpisano na prestiżową Listę Światowego Dziedzictwa Kulturowego UNESCO. W 1992 r. UNESCO rozszerzyło status obiektu dziedzictwa światowego na przylegający doń od wschodu fragment białoruskiego parku narodowego „Bieławieżskaja Puszcza”, podlegający ochronie ścisłej (4500 ha). Tym sposobem powstał w Puszczy Białowieskiej jeden z siedmiu na świecie i trzech w Europie transgraniczny obiekt dziedzictwa światowego.

## Historia
Najstarsze ślady obecności człowieka w Puszczy Białowieskiej pochodzą z neolitu, czyli sprzed około 4500 lat. Są to proste narzędzia z krzemienia, toporki kamienne oraz resztki naczyń. Z neolitu pochodzą także dwie osady, odkryte w 1923 roku w pobliżu wsi Rudnia oraz pomiędzy miejscowościami Krynica i Kupicze.
W okresie od I wieku p.n.e. do V wieku n.e. na terenie puszczy istniały osady noszące ślady mieszanych wpływów kultur ceramiki kreskowanej i przeworskiej, a następnie kultury wielbarskiej. Jedna z takich osad, pochodząca z przełomu I wieku p.n.e. i I wieku n.e., została znaleziona na polanie łowieckiej Berezowo (Nadleśnictwo Białowieża). Odkryto tam także pozostałości dymarek do wytopu żelaza z rudy darniowej, zabytki żelazne i ceramiczne oraz kości bydła domowego i jeleni. Fakt ten wskazuje na to, że oprócz łowiectwa i hodowli ludność tego terenu zajmowała się lokalnym pozyskiwaniem rudy oraz wypalaniem węgla drzewnego niezbędnego do wytopu żelaza. Doprowadziło to do nieznacznego ubytku w powierzchni lasów, jednak po okresie starożytnym nastąpiła przerwa w osadnictwie, co umożliwiło ich regenerację.
Z tego okresu pochodzą dwa znalezione do tej pory puszczańskie cmentarzyska pozostawione przez przedstawicieli kultury wielbarskiej. Pierwsze z nich to odosobniony grób szkieletowy dziecka z III–IV wieku, znaleziony w żwirowni na uroczysku Hajduki, przy drodze z Białowieży do Narewki. Może być to jednak tylko fragment cmentarzyska, które zostało zniszczone podczas wykopywania piasku. Drugie znalezisko to cmentarzysko ciałopalne z III–V wieku, znalezione na terenie uroczyska Wielka Kletna w samym Białowieskim Parku Narodowym. Prawdopodobnie zawiera ono 60-70 grobów płaskich rozmieszczonych na dawnej śródleśnej polanie. W pobliżu Puszczy Białowieskiej znajdują się jeszcze trzy inne cmentarzyska kultury wielbarskiej, zawierające ciałopalne groby kurhanowe lub płaskie.
Duża liczba przedmiotów obcego pochodzenia znaleziona w grobach może świadczyć o istniejącej wówczas sieci dróg, z kolei stały, kilkuprocentowy udział pyłków roślin rosnących na terenach otwartych (głównie traw) oraz antropogennych w danych palinologicznych z I–IV wieku, wskazuje na niewielki stopień jej odlesienia w tamtym okresie.
Pierwsze plany utworzenia parku narodowego na terenie Białowieży powstały w 1916 roku, głównie z inicjatywy gdańskiego botanika i jednego z twórców ruchu ochrony przyrody, doktora Hugo Conwentza. Nie zyskały one wówczas dużego poparcia. Idea ochrony chociaż części puszczy powróciła w 1919 roku, podczas liczenia białowieskich żubrów. Jej orędownikami byli wtedy polski botanik, profesor UJ, Władysław Szafer, profesor Eugeniusz Kiernik oraz inżynier Jan Kloska. Wysiłki te, tak jak i poprzednie, okazały się bezowocne.
29 grudnia 1921 roku na terenie Puszczy Białowieskiej, z inicjatywy i dzięki usilnym staraniom grona polskich przyrodników i leśników z profesorem Władysławem Szaferem na czele, Ministerstwo Rolnictwa i Dóbr Państwowych na mocy decyzji z 29 grudnia 1921 roku wydzieliło leśnictwo, które 13 kwietnia 1924 roku zostało podniesione do rangi nadleśnictwa o tej samej nazwie. Jako rezerwat ścisły uznano oddziały leśne o numerach: 258, 288, 289, 319 i 344. Oddziały położone w widłach rzek Narewki i Hwoźnej i kilka oddziałów z byłego nadleśnictwa Zwierzyniec uzyskały charakter rezerwatu częściowego. W 1923 roku kierownictwo Rezerwatu objął Józef Paczoski, który rozpoczął w nim prace badawcze. 9 września 1928 roku kierownictwo objął Jan Jerzy Karpiński. 1 stycznia 1929 roku nadleśnictwo to zostało objęte ochroną ścisłą.
Na mocy rozporządzenia wydanego przez ministra rolnictwa z 4 sierpnia 1932 nadleśnictwo Rezerwat zostało przekształcone w „Park Narodowy w Białowieży”, o powierzchni 4693,24 hektarów. Park podlegał Dyrekcji Lasów Państwowych w Białowieży, ale opiekę naukową nad nim powierzono Zakładowi Doświadczalnemu Lasów Państwowych w Warszawie.
Po wojnie Park został reaktywowany rozporządzeniem Rady Ministrów z dnia 21 października 1947 r. i odtąd jest znany pod nazwą Białowieski Park Narodowy. Dołączono doń łąki nad rzekami Narewką i Hwoźną. Zachodnią granicą Parku stała się rzeka Narewka, północną – rzeka Hwoźna, a wschodnią – granica państwowa z ZSRR. Spośród drzew dominują tu świerk i grab, mniejsze powierzchnie zajmują olcha, sosna, brzoza, dąb i jesion. W Parku nie wykonuje się czynności gospodarczych, służy celom naukowym i dydaktycznym, a częściowo także turystycznym.
26 października 1996 roku powierzchnia parku została powiększona do 10 502 ha poprzez przyłączenie części powierzchni dwóch sąsiadujących nadleśnictw (zlikwidowano wówczas przyłączone rezerwaty Wilczy Szlak i Głuszec). Wokół parku utworzono otulinę o powierzchni 3224 ha. Od 19 kwietnia 2011 roku również otulinę objęła strefa ochronna zwierząt łownych, co oznacza zakaz polowania i tworzenia urządzeń łowieckich.

Obszar ochrony ścisłej w Białowieskim Parku Narodowym to ostatni fragment pierwotnego lasu Europy, jaki przetrwał do naszych czasów. Wielu przeciwników doceniania tej wyjątkowości zaprzecza, pytając jaki on tam pierwotny, skoro znajdujemy w nim liczne ślady działalności człowieka? To prawda, człowiek był w Puszczy już bardzo dawno, nigdy jednak nie udało mu się przerwać naturalnych procesów przyrodniczych, które las ten kształtowały przez tysiące lat, od ostatniego zlodowacenia. Od początku wieku XX ten fragment Puszczy był już chroniony przed eksploatacją wieku techniki i rozwoju oraz wojen.

## Środowisko abiotyczne

### Rzeki
Białowieski Park Narodowy leży przy wododziale Wisły i Niemna. Na terenie parku nie ma żadnych jezior ani większych rzek. Najcenniejszy obszar parku leży w widłach rzek Hwoźnej i Narewki. W parku ma swoje źródło rzeka Orłówka. Ponadto przez obszar parku przepływają dopływy Narewki: Łutownia, Przedzielna i Braszcza.

Średnia temperatura powietrza w skali roku wynosi 6,8 °C, natomiast średnia ilość opadów 633 mm rocznie, z czego większość przypada na sezon wegetacyjny. Najniższa odnotowana temperatura wynosiła –38,7 °C (1950 r.), a najwyższa +34,5 °C.

## Fauna i flora

### Fauna

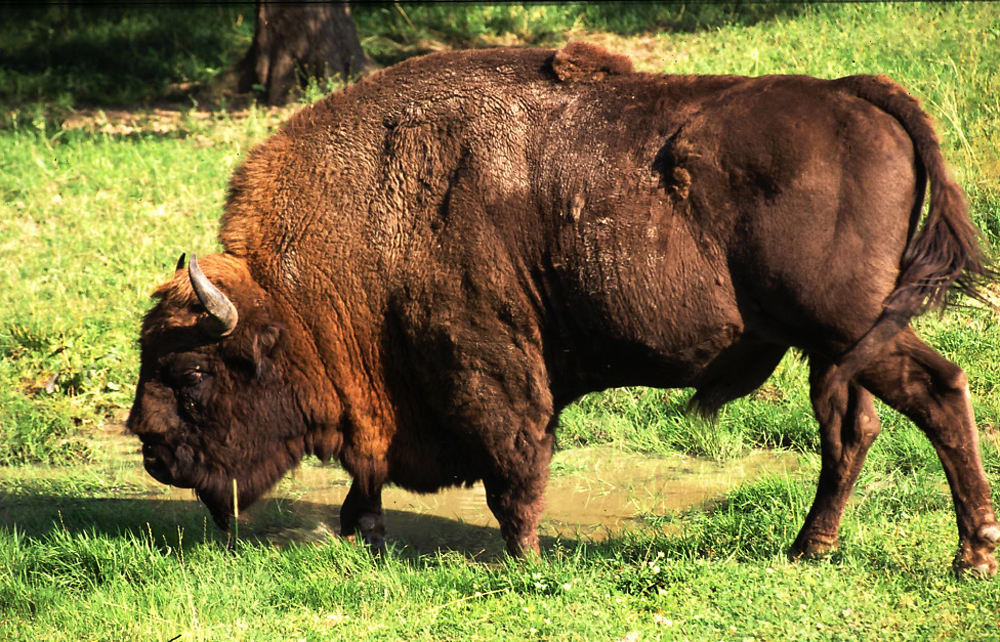
Żubr

Puszcza Białowieska jest środowiskiem życia dla olbrzymiej jak na tę strefę klimatyczną liczby gatunków zwierząt. Poczynając od bezkręgowców: pierwotniaków, płazińców, obleńców, brzuchorzęsków, mięczaków, dżdżownic, niesporczaków, pająków, roztoczy, wijów, owadów i wielu innych, aż po kręgowce: ryby, płazy, gady, ptaki i ssaki – dotychczas stwierdzono w Puszczy obecność ponad 12 tysięcy gatunków zwierząt. W całej Polsce jest ich około 35-40 tysięcy. Szacuje się, że puszczańska fauna jest rozpoznana w około 50%, a więc rzeczywista liczba gatunków zamieszkujących ten masyw leśny może liczyć około 25 tysięcy.
O wartości i unikatowości Puszczy stanowi nie liczba, a jakość występujących w niej gatunków zwierząt. Mało jest tu gatunków związanych ze środowiskami przekształconymi przez człowieka a bardzo dużo gatunków charakterystycznych dla lasów naturalnych. Charakterystyczne jest również to, że gatunki bardzo często występują w małych zagęszczeniach osobników, przy jednoczesnej bardzo wysokiej różnorodności na danym terenie. W Puszczy Białowieskiej zidentyfikowano dotąd około 12 tys. gatunków zwierząt, wśród których przeważają bezkręgowce, a w szczególności owady (8000 gatunków). Ponadto występuje tu 58 gatunków ssaków, 120 gatunków ptaków, 32 gatunki ryb, 7 gatunków gadów i 11 gatunków płazów.

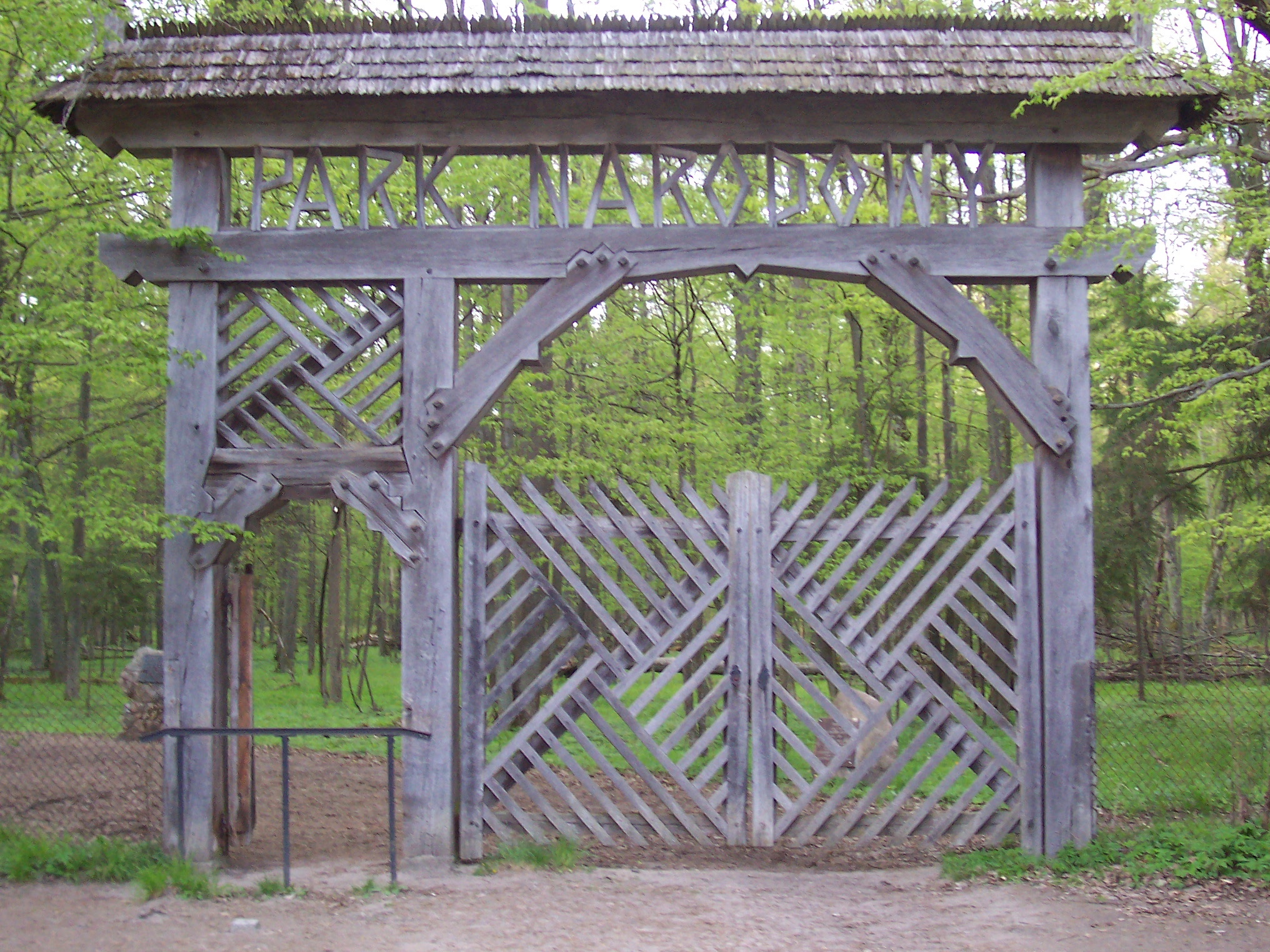
Brama wejściowa do Obszaru Ochrony Ścisłej BPN wybudowana w 1930 r. według projektu inż. arch. H. Jasieńskiego z Krakowa.

Symbolem parku jest żubr, gdyż właśnie w tym parku ocalono od zagłady to zwierzę. Żubry wyginęły już prawie całkowicie w XVIII wieku. Ich nieliczne populacje przeżyły jedynie na Kaukazie i w Puszczy Białowieskiej. W 1919 zabity został ostatni osobnik w Puszczy Białowieskiej. Wyginęła również populacja kaukaska. Do Białowieży zaczęto ściągać osobniki z ogrodów zoologicznych. Początkowo hodowane były na osobnym dziedzińcu. Dopiero w 1952 roku pierwsze okazy zostały wypuszczone na wolność. Obecnie w Białowieskiej Puszczy żyje około 950 żubrów (z czego około 510 po stronie polskiej), spośród 4500 na całym świecie; wszystkie pochodzą właśnie z białowieskiej hodowli.

### Flora

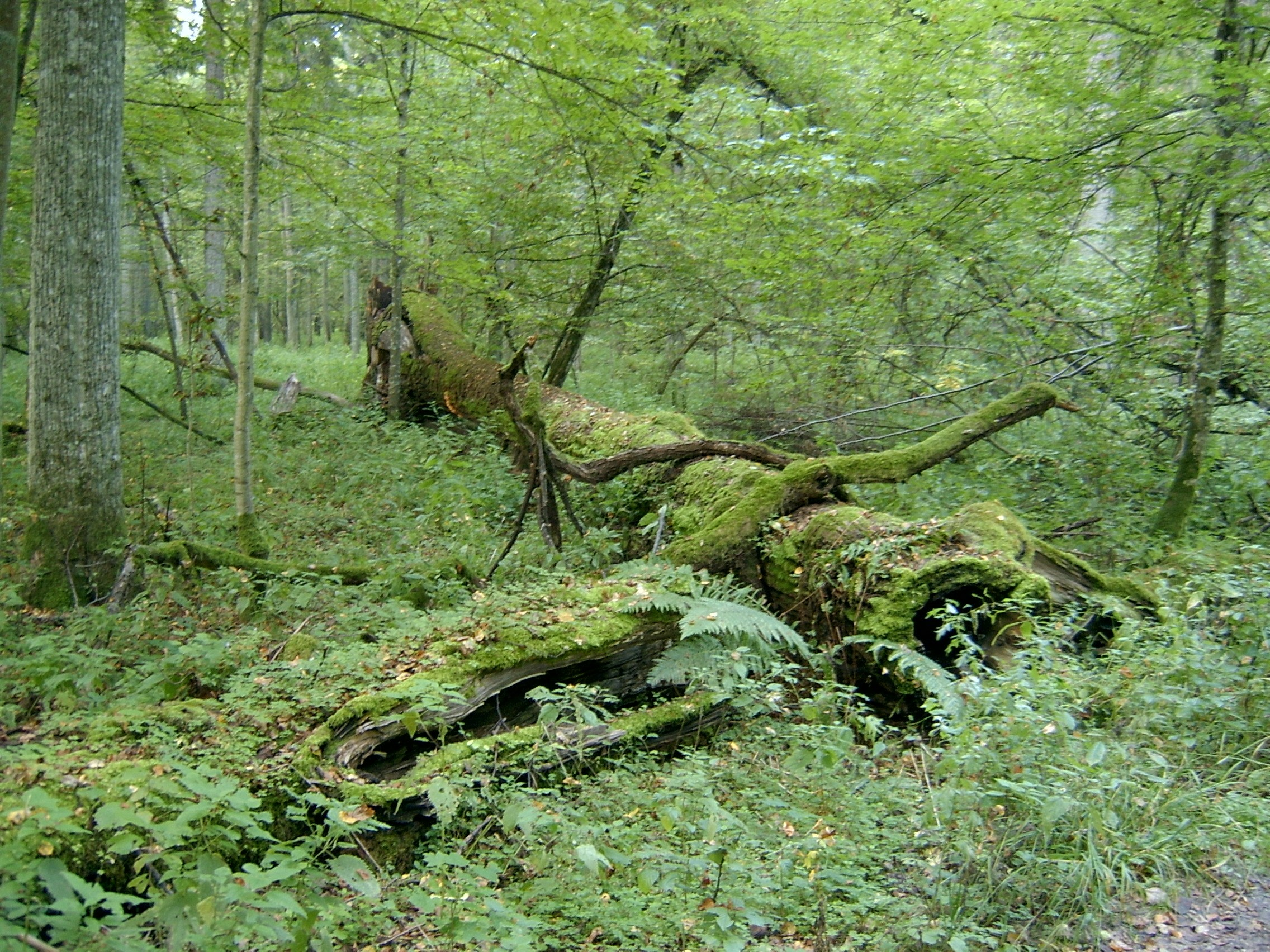
Powalone drzewo w Puszczy Białowieskiej

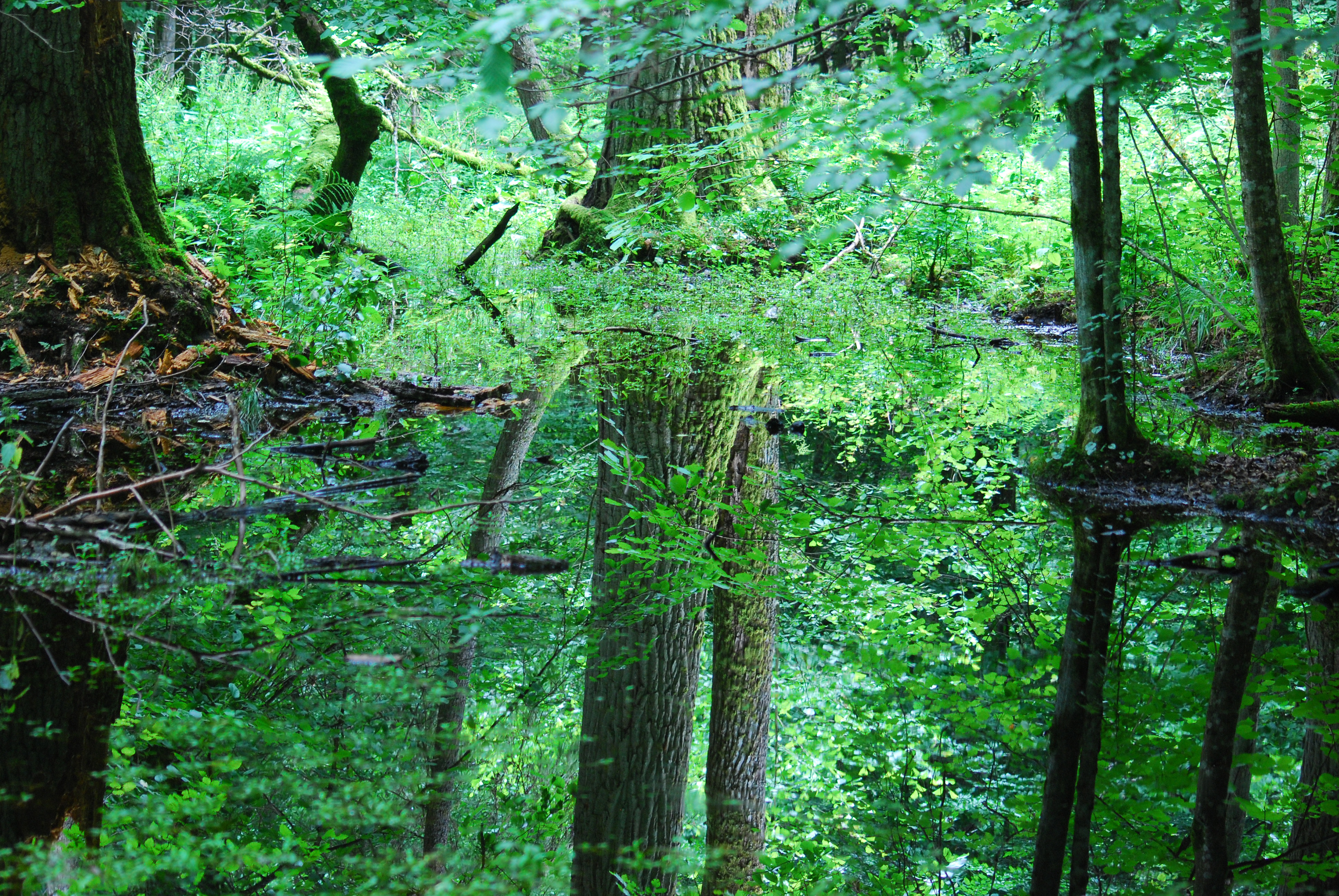
Podmokły las olszowy

Puszcza Białowieska jest najlepiej zachowanym lasem naturalnym na Nizinie Wschodnioeuropejskiej. Ponad 2/3 powierzchni parku zajmują lasy liściaste. Największą powierzchnię zajmują lasy grądowe (dębowo-grabowe), które rosną na najżyźniejszych glebach puszczy. W miejscach zalewanych przez kilka miesięcy wodą, rosną olsy i łęgi, składające się głównie z olszy czarnej i jesionu. W suchszych miejscach rosną natomiast bory sosnowe, świerkowe i mieszane. Występuje tu 20 zespołów leśnych. Ogólnie flora parku liczy ponad 1000 gatunków roślin, w tym 728 gatunków roślin naczyniowych, 277 gatunków porostów. Spośród szczególnie rzadkich roślin należy wymienić pełnika europejskiego, kosaćca syberyjskiego, arnikę górską i fiołka bagiennego.

#### Grądy
Bogactwo tutejszej puszczy najlepiej widać w piętrowości tutejszych lasów grądowych. Najwyższe piętro zajmują, przekraczające nierzadko 50 m wysokości, pojedyncze świerki. Mniejszą wysokość (40–44 m) osiągają dęby, lipy i jesion. Klon nie dochodzi do 40 m. Najniżej, bo do wysokości 30 m, dorastają graby.

#### Martwe drewno

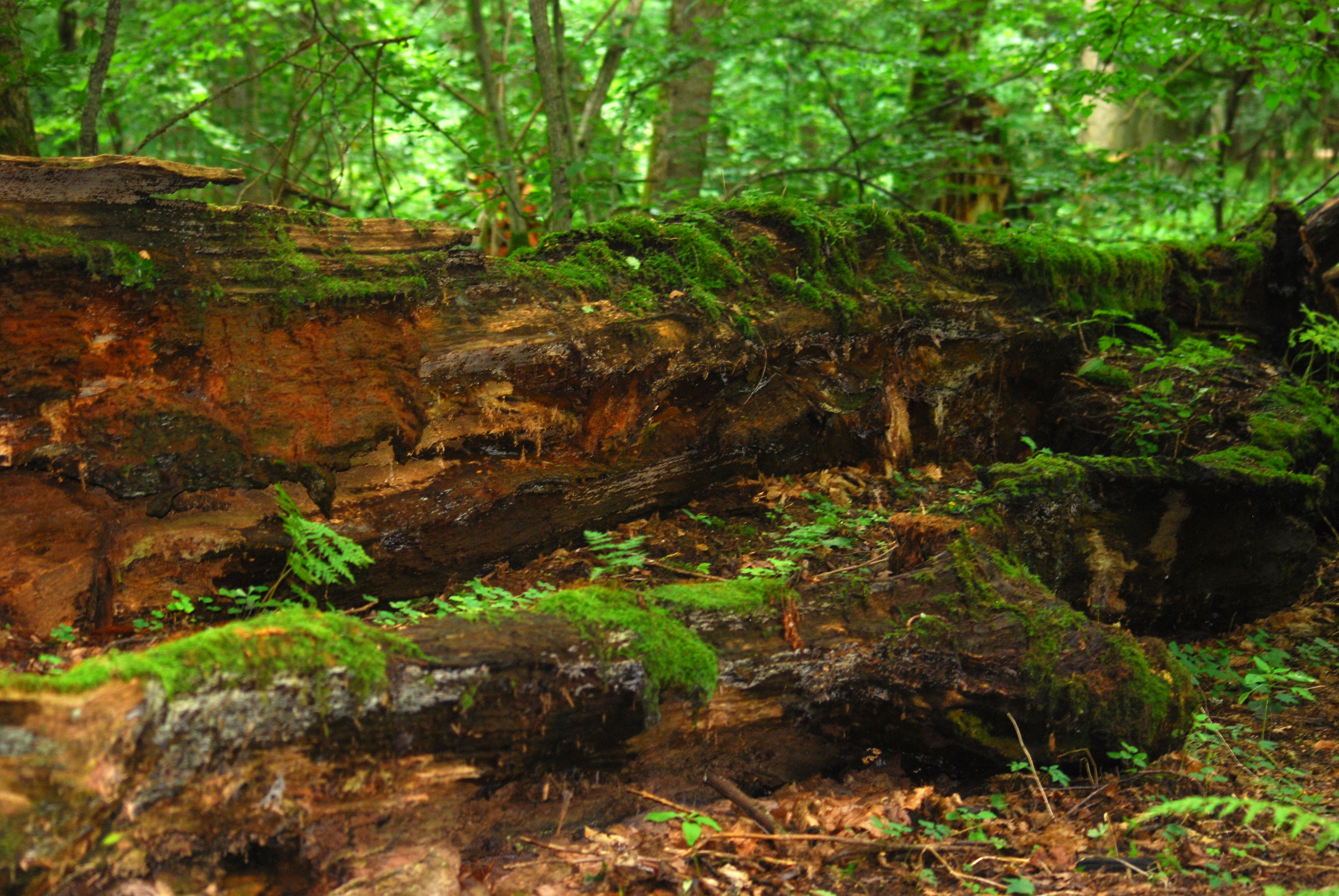
Butwiejące martwe drewno w rezerwacie ścisłym

Białowieski Park Narodowy charakteryzuje się dużą ilością martwego drewna. W Obszarze ochrony ścisłej zajmuje ono około 25% masy wszystkich drzew. Dzięki rozkładowi martwych pni do gleby wracają cenne substancje odżywcze, przywracające jej żyzność. Ponadto, martwe drewno staje się siedliskiem dla niezliczonej ilości organizmów saproksylicznych – grzybów, bakterii i bezkręgowców. Wiele z nich to gatunki zagrożone wyginięciem, niewystępujące nigdzie indziej w Europie.

## Turystyka
Do Białowieskiego Parku Narodowego co roku przyjeżdża ok. 140 000 turystów. Najczęściej zwiedzanymi obiektami są Rezerwat Pokazowy Żubrów, muzeum BPN i Obszaru Ochrony Ścisłej BPN. Do obszarów ochrony ścisłej (Obręb Ochronny Orłówka) i muzeum mogą wejść turyści jedynie pod opieką uprawnionego przewodnika. Na tym obszarze udostępnione są szlaki do Dębu Jagiełły i dalej do sosen bartnych (czas zwiedzania około 3 godzin). W Obrębie Ochrony Hwoźna biegną dwa znakowane szlaki piesze i rowerowe o długości 6,5 km oraz 11,5 km. W dolinie Narewki wybudowano wieżę do obserwacji zwierząt.

## Propozycje powiększenia

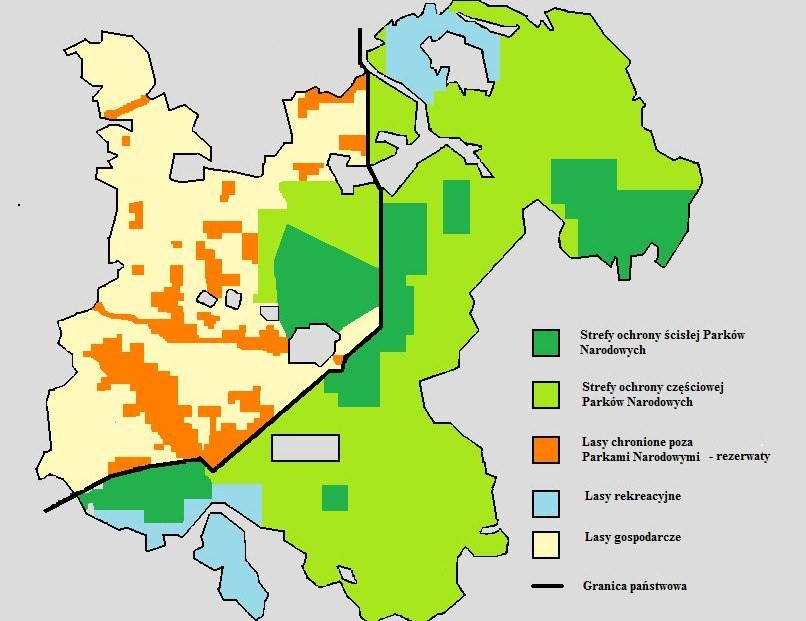
Obecne sposoby ochrony i zagospodarowania lasów w Puszczy Białowieskiej

Istnieją propozycje poszerzenia granic parku narodowego, tak by obejmował cały obszar polskiej części Puszczy Białowieskiej (analogicznie do parku narodowego po stronie białoruskiej).